# Takuma Sugano
Takuma Sugano (菅野 拓真 Sugano Takuma?,  nacido el 5 de abril de 1980 en Kanagawa) es un exfutbolista japonés. Jugaba de delantero y su último club fue el River Plate.

## Trayectoria

### Clubes
| Club                | País     | Año         |
| ------------------- | -------- | ----------- |
| JEF United Ichihara | Japón    | 1999 - 2001 |
| Ventforet Kofu      | Japón    | 2000        |
| Shonan Bellmare     | Japón    | 2001        |
| River Plate         | Paraguay | 2002 - 2005 |